# Jean Ravanel
 (janvier 2010).
Si vous disposez d'ouvrages ou d'articles de référence ou si vous connaissez des sites web de qualité traitant du thème abordé ici, merci de compléter l'article en donnant les références utiles à sa vérifiabilité et en les liant à la section « Notes et références ».
Pour les articles homonymes, voir Ravanel.
Jean Ravanel, né le 2 mai 1920 à Chamonix-Mont-Blanc (Haute-Savoie), mort le 18 juillet 2013, est un conseiller d'État.
Il est mort en 2013 à 93 ans et repose au cimetière de Chamonix-Mont-Blanc.

## Biographie

### Jeunesse et études
Jean Ravanel effectue ses études secondaires à Grenoble. Il est docteur en droit de l'université de Grenoble.

### Parcours professionnel
- Avocat à la cour d'appel de Grenoble (1944) ;
- Maître de conférence à la faculté de droit de Paris (1945) ;
- Auditeur au Conseil d'État (1945) ;
- Maître de conférence à l'Institut d'études politiques de Paris et à l'Ecole nationale d'administration ;
- Maître des requêtes au Conseil d'État (1951) ;
- Commissaire du Gouvernement auprès de la Cour supérieure d'arbitrage (1957) ;
- Commissaire général au Tourisme(1963-1970) ;
- Conseiller d'État et Commissaire général au Tourisme (1968) ;
- Président du Bureau de vérification de la publicité (1985-1989) ;
- Président de la Commission de la concurrence (1986-1987) ;
- Vice-président du Conseil national des assurances (1987-1989) ;
- Président de section à la Commission des recours des réfugiés (depuis 1989)[1] ;
- Président de l'Union nationale des associations de tourisme.

Il a eu de hautes responsabilités auprès des ministres suivants :
- Conseiller technique au cabinet de Jacques Chaban-Delmas (Ministre des Travaux publics, des Transports et du Tourisme du gouvernement Pierre Mendès France) ;
- Conseiller technique au cabinet de Roland Boscary-Monsservin (ministre de l'Agriculture) ;
- Directeur de cabinet d’Henri Rochereau (ministre de l'Agriculture) ;
- Directeur de cabinet de Roger Dusseaulx (ministre des Travaux publics, des Transports et du Tourisme, 1962).

## Carrière politique
Il est maire de Chamonix-Mont-Blanc de 1947 à 1953. Durant sa mandature sont lancés la construction du téléphérique de l'Aiguille du Midi et le projet du tunnel sous le mont Blanc. Il est élu au Conseil régional de Rhône-Alpes en 1986.

## Œuvres
Il est l'auteur de :
- (thèse) Le Conseil d'Etat et le Parlement, Université de Grenoble, 1944.
- Principes de droit public, École nationale d'organisation économique et sociale, 1947.
- Les Collectivités locales et la région, Fondation nationale des sciences politiques, 1976, 1978, 1982, 1984.
- L'État et la commune de montage : la loi sur la montagne, 1986

## Décorations
- Commandeur de la Légion d'honneur. Il a été fait commandeur le 14 avril 1990. Il était officier du 20 mai 1975[2].
- Commandeur de l'ordre national du Mérite
- Commandeur de l'ordre du Mérite touristique en tant que conseiller technique au cabinet du ministre des travaux publics, des transports et du tourisme, membre du conseil de l'ordre du Mérite touristique (1955)[3]

### Source
- Dictionnaire d'Amboise. Pays de Savoie, Editions Amboise, 1989 (2e édition), p. 310, Article.